# Zhou Daguan
Zhou Daguan (Chou Ta-kuan; francés: Tcheou Ta-Kouan; 1266–1346)  fue un diplomático chino, bajo el gobierno del emperador Temür Khan, Emperador Chengzong de Yuan. Es conocido por sus narraciones de las costumbres camboyanas y la descripción de los complejos de templos de Angkor, realizada después de su visita a esa región. Llegó a Angkor en agosto de 1296, y permaneció en la corte del rey Indravarman III hasta julio de 1297. No fue ni el primero ni el último representante de la Administración china que visitó el Imperio Jemer. Sin embargo, su estancia es notable porque más tarde escribió un detallado informe sobre la vida en Angkor,  Las costumbres de Camboya . Su retrato de la vida de la época constituye hoy en día una de las fuentes más importantes de información sobre el Angkor histórico y el Imperio jemer. Junto a las descripciones de los grandes templos, como el Bayon, el Baphuon, Angkor Wat, y otros, el texto también ofrece información de interés sobre la vida cotidiana y las costumbres de los habitantes de Angkor.